# Jamie Kennedy
James Harvey Kennedy, detto Jamie (Upper Darby, 25 maggio 1970), è un attore statunitense.
È noto soprattutto per aver interpretato il ruolo di Randy nella fortunata saga horror di Scream. La carriera di Kennedy è calata negli anni successivi, con ruoli minori e comparse, ma è lentamente ripresa nel 2008. In questo stesso anno è entrato a far parte del cast della quarta stagione di Ghost Whisperer - Presenze.

## Biografia
Ultimo di sei figli, è nato a Upper Darby, un sobborgo di Filadelfia, Pennsylvania.

## Vita privata
È stato fidanzato con l'attrice Jennifer Love Hewitt, che interpreta il ruolo di Melinda Gordon nella serie Ghost Whisperer - Presenze, fino a marzo 2010.

## Filmografia

### Cinema
- Skin Deep - Il piacere è tutto mio (Skin Deep), regia di Blake Edwards (1989) - non accreditato
- L'attimo fuggente (Dead Poets Society), regia di Peter Weir (1989) - non accreditato
- Romeo + Giulietta di William Shakespeare (Romeo + Juliet), regia di Baz Luhrmann (1996)
- Scream, regia di Wes Craven (1996)
- Clockwatchers, regia di Jill Sprecher (1997)
- Stricken, regia di Paul Chilsen (1997)
- Sparkler, regia di Darren Stein (1997)
- Qualcosa è cambiato (As Good as It Gets), regia di James L. Brooks (1997)
- Scream 2, regia di Wes Craven (1997)
- Coax, regia di Kate Williams (1997) - cortometraggio
- Starstruck, regia di John Enbom (1998)
- Bongwater, regia di Richard Sears (1998)
- The Pass - L'autostoppista (The Pass), regia di Kurt Voß (1998)
- Nemico pubblico (Enemy of the State), regia di Tony Scott (1998)
- Bowfinger, regia di Frank Oz (1999)
- Three Kings, regia di David O. Russell (1999)
- 1 km da Wall Street (Boiler Room), regia di Ben Younger (2000)
- Scream 3, regia di Wes Craven (2000)
- Bait - L'esca, regia di Antoine Fuqua (2000)
- The Specials, regia di Craig Mazin (2000)
- Road to Flin Flon, regia di David Fulk (2000)
- Jay & Silent Bob... Fermate Hollywood! (Jay and Silent Bob Strike Back), regia di Kevin Smith (2001)
- Max Keeble alla riscossa (Max Keeble's Big Move), regia di Tim Hill (2001)
- Pretty When You Cry, regia di Jack N. Green (2001)
- Bug, regia di Phil Hay e Matt Manfredi (2002)
- Sol Goode, regia di Danny Comden (2003)
- Malibu's Most Wanted - Rapimento a Malibu (Malibu's Most Wanted), regia di John Whitesell (2003)
- American Trip - Il primo viaggio non si scorda mai (Harold and Kumar go to White Castle), regia di Danny Leiner (2004) - non accreditato
- The Mask 2 (Son of the Mask), regia di Lawrence Guterman (2005)
- Kickin' It Old Skool, regia di Harvey Glazer (2007)
- Extreme Movie, regia di Adam Jay Epstein (2008)
- Hollywood - Un sogno a luci rosse (Finding Bliss), regia di Julie Davis (2009)
- Darker Side of Green, regia di Adryana Cortez, Patrick Courrielche (2010)
- Cafè, regia di Marc Erlbaum (2011)
- Good Deeds, regia di Tyler Perry (2012)
- Oltre ogni regola (Bending the Rules), regia di Artie Mandelberg (2012)
- Lost and Found in Armenia, regia di Gor Kirakosian (2013)
- Jackhammer, regia di Michael Hanus (2013)
- Feels So Good, regia di Josh Stolberg (2013)
- Hungover Games - Giochi mortali (The Hungover Games), regia di Josh Stolberg (2014)
- Mission Air, regia di Mike Norris (2014)
- Bro, What Happened?, regia di Dante Rusciolelli (2014)
- Il piano di Claire (Other Plans), regia di Joe Eckardt (2014)
- Rivers 9, regia di Chris W. Freeman e Justin Jones (2015)
- The Sand, regia di Isaac Gabaeff (2015)
- Tremors 5: Bloodlines, regia di Don Michael Paul (2015)
- Buddy Hutchins, regia di Jared Cohn (2015)
- Gloom, regia di Colton Tran (2015)
- Il tesoro di Whittmore (Little Savages), regia di Paul Tomborello (2016)
- R.L. Stine: I racconti del brivido - La casa stregata (Mostly Ghostly: One Night in Doom House), regia di Ron Oliver (2016)
- Walk of Fame, regia di Jesse Thomas (2017)
- Heart, Baby, regia di Angela Shelton (2017)
- Surviving the Wild, regia di Patrick Alessandrin (2018)
- Spinning Man - Doppia colpa (Spinning Man), regia di Simon Kaijser (2018)
- Tremors: A Cold Day in Hell, regia di Don Michael Paul (2018)
- Trick, regia di Patrick Lussier (2019)
- Roe v. Wade, regia di Nick Loeb e Cathy Allyn (2020)
- Last Call, regia di Paolo Pilladi (2021)

### Televisione
- V.R. Troopers - serie TV, episodio 1x01 (1994)
- California Dreams - serie TV, 2 episodi (1994)
- E vissero infelici per sempre (Unhappily Ever After) - serie TV, 3 episodi (1995)
- Ellen - serie TV, 2 episodi (1995)
- Innocenti evasioni (On the Edge of Innocence), regia di Peter Werner (1997) - film TV
- Perversions of Science - serie TV, episodio 1x07 (1997)
- Stark Raving Mad - serie TV, episodio 1x13 (2000)
- Strange Frequency - serie TV, episodio 1x07 (2001)
- Night Visions - serie TV, episodio 1x12 (2002)
- A casa di Fran (Living with Fran) - serie TV, 2 episodi (2005-2007)
- Larry the Cable Guy's Christmas Spectacular, regia di C.B. Harding (2007) - film TV
- Me & Lee?, regia di Paul Dinello (2007) - episodio pilota scartato
- Criminal Minds - serie TV, 2 episodi (2007-2017)
- Reaper - In missione per il Diavolo (Reaper) - serie TV, episodio 1x11 (2008)
- Ghost Whisperer - serie TV, 45 episodi (2008-2010)
- Eureka - serie TV, episodio 4x04 (2010)
- Entourage - serie TV, 2 episodi (2011)
- Ci pensa Cupido! (Cupid, Inc.), regia di Ron Oliver (2012) - film TV
- The Soul Man - serie TV, episodio 2x04 (2013)
- Questa è la mia casa (Foreclosed), regia di Nick Lyon (2013) - film TV
- The After, regia di Chris Carter (2014) - episodio pilota per Amazon Studios
- CSI - Scena del crimine (CSI: Crime Scene Investigation) - serie TV, episodio 14x17 (2014)
- Bermuda Tentacles, regia di Nick Lyon (2014) - film TV
- Nowhere Safe, regia di Brian Brough (2014) - film TV
- Kingdom - serie TV, 2 episodi (2014)
- Interns of F.I.E.L.D. - serie TV, episodio 1x01 (2016)
- Heartbeat - serie TV, 8 episodi (2016)
- Girl from Compton, regia di Janice Cooke (2016) - film TV
- Lucifer - serie TV, episodio 2x11 (2017)

## Doppiatori italiani
Nelle versioni in italiano dei suoi film, Jamie Kennedy è stato doppiato da:
- Alberto Caneva in Scream, Scream 2, Scream 3
- Christian Iansante in Heartbeat, Tremors: A Cold Day in Hell
- Fabrizio Manfredi in Qualcosa è cambiato
- Roberto Certomà in Nemico pubblico
- Francesco Meoni in Bowfinger
- Marco Bresciani in Three Kings
- Tony Sansone in 1 km da Wall Street
- Luigi Ferraro in CSI - Scena del crimine
- Franco Mannella in Jay & Silent Bob... Fermate Hollywood!
- Nanni Baldini in Malibu's Most Wanted - Rapimento a Malibu
- Fabrizio Vidale in The Mask 2
- Massimiliano Manfredi in Ghost Whisperer - Presenze
- Alessandro Quarta in Criminal Minds
- Gianfranco Miranda in Questa è la mia casa
- Sergio Lucchetti in Bermuda Tentacles
- Stefano Benassi in Tremors 5: Bloodlines
- Marco De Risi in Lucifer
- Stefano Thermes in Spinning Man - Doppia colpa

Come doppiatore è sostituito da:
- Nanni Baldini in Curioso come George 2 - Missione Kayla
- Stefano Crescentini in The Cleveland Show